# Fleur bleue (mini-série)
Pour les articles homonymes, voir Fleur bleue.
Fleur bleue est une mini-série française en 6 épisodes de 52 minutes de Christian Mouchart, diffusée à partir du 31 décembre 1990 sur Antenne 2. Rediffusion à partir du samedi 3 août 1991 sur Antenne 2.

## Synopsis
Léa Rivière est une très jolie jeune fille de 14 ans, dotée d'une forte personnalité, très représentative de sa génération. Elle a un jardin secret : chaque jour elle se transforme en Fleur Bleue, l'animatrice très célèbre de l'émission Courrier du cœur de Radio Fleur bleue, la radio locale de la petite ville où réside Léa. Personne ne sait qui se cache derrière cette voix mystérieuse qui semble tout connaître de l'amour.

## Fiche technique
- Titre : Fleur bleue

- Création : Christian Mouchart
- Réalisation : Jean-Pierre Ronssin, Alain Tasma, Olivier Langlois, Magali Clément

- Scénario : Christian Mouchart
- Sociétés de production : Ellipse Programme, SFP
- Sociétés de distribution : Ellipse Distribution

- Nombre d'épisodes : 6 (1 saison)

- Durée : 52 min.

- Dates de première diffusion :

- - France : 31 décembre 1990

## Distribution
- Hélène Rames : Léa Rivière
- Claude Jade : Jeanne Rodriguez
- Simon Allix : Éric
- Patrick Raynal : Paul Rodriguez
- Nicolas Koretzky : Nicolas Rodriguez
- Grégori Baquet : Fabien Cornu
- Marina Golovine : Marianne
- Thierry Magnier
- Yael Elhadad : Aisha
- Aurore Clément
- Marie-Gaëlle Genty

## Épisodes
1. Tendres Manèges
2. Titre inconnu
3. Britanicus Mustard
4. Titre inconnu
5. Titre inconnu
6. Titre inconnu